# 奥田義郎
奥田 義郎（おくだ よしろう、1941年生）は、日本の柔道家。京都府出身。九州大学柔道部師範、修猷館高校教師らを歴任。

## 来歴・人物
平安高校、天理大学卒。
1964年には全日本選手権で同年の東京オリンピック中量級の金メダリストの岡野功を寝技で破りベスト8に進出するなど、絞めの奥田として勇名を馳せた。
「どんな大男でも寝かせてしまえば条件は一緒」と公言し、身長170 cm・体重70 kgと小柄ながら、強化合宿では重量級の代表選手でも、寝技では相手にならなかった。
例えば、世界柔道選手権で2度の優勝、全日本選手権も制した、これまた寝技の名手と呼ばれ名声を馳せた佐藤宣践を試合で絞め落としたネズミ捕りという技は、相手を抑え込みに誘い込み、自分が下になりながら絞める技で、抑えていた佐藤が痙攣して落ちてしまい、目撃していた岡野功はまるで魔術のようだったと語っている。
岡野功の著書バイタル柔道（寝技編）では、わざわざ「現役時代の寝技の名手であり好敵手でもあった奥田義郎氏からの刺激も大きい。」と岡野功は序文に名前を挙げ、その寝技に対する敬意を表している。
岡野功は奥田と3度対戦し、1勝2敗と負け越している。奥田は、岡野功が負け越している数少ない柔道家の一人である。
進学校の修猷館高校で、寝技を中心に生徒を指導し七帝柔道選手を始め、優秀な寝技巧者の柔道家を長年育て上げた。

## DVD
勝つための寝技 2003年発刊 クエスト（ビデオ2000年刊からのデジタル化）